# 国立地理科学学校
国立地理科学学校（法語：École nationale des sciences géographiques）是位于法国的一所公立工程师学校，是2019年被授予办法工程师文凭的205所工程师学校之一。学校2020年成为居斯塔夫·埃菲尔大学，由国家地理林业信息研究所管理。